# Миски
Ми́ски (рос. Мыски) — місто, центр Мисківського міського округу Кемеровської області, Росія.

## Історія
Перші шорці, що заселили високий мис біля впадіння річки Кійзак до Мрассу, з'явилися тут в 1770-ті роки. Шорці назвали цю місцевість — улус Томазак («осичняк на височині»), а російські — сільце на Миску. У 1826 році улус був внесений до реєстру царської канцелярії під назвою улус Миськів. Основними заняттями мешканців тоді були полювання, рибальство, скотарство, збирання кедрових горіхів, ковальське ремесло.
Стимулом до розвитку краю стало становлення шорської державності: в 1926 році утворився Гірсько-Шорський національний район з центром у Мисках. Розукрупнення Гірсько-Шорського району відбулося в 1939 році, коли він був розділений на 3 адміністративно-територіальні одиниці, в тому числі Мисківський район (існував до 1956 року). З 30 листопада 1949 року село віднесли до категорії робітничих селищ, а 8 травня 1956 року селище перетворене в місто обласного підпорядкування. Наприкінці 1940-их — на початку 1950-их років у районі міста будували завод синтетичного бензину.
Бурхливий розвиток економіки Мисківського району почався з освоєння Том-Усинського вугільного родовища в 1948 році, з'явився трест «Томусашахтобуд», деревообробний комбінат, цегельний і асфальтовий заводи, Том-Усинська ГРЕС (1953), Том-Усинський завод залізобетонних конструкцій, завод будівельних матеріалів і керамзитового гравію, Усть-Мрасуська лісоперевалочна база. У 1971 році здано в експлуатацію розріз «Сибіргінський», в 1974 році — ЦЗФ «Сибір». Паралельно зі зведенням підприємств будували житло й об'єкти соціально-культурного призначення.
На початку 1990-их років спад в економіці країни негативно позначився й на Мисках. Багато підприємств міста стали банкрутами.

## Населення
Населення — 43038 осіб (2010; 44435 у 2002).